# Alona quadrangularis
Alona quadrangularis is een watervlooiensoort uit de familie Chydoridae. De wetenschappelijke naam werd gepubliceerd in 1776 door Otto Friedrich Müller.